# Golfo de Albay
Golfo de Albay es un gran golfo en la parte sur de la isla de Luzón, en el norte del país asiático de Filipinas.
El lugar es uno de los puntos turísticos de la provincia a causa de los frecuentes avistamientos de tiburones ballena (conocido como "butanding" localmente) en las zonas costeras. El gobierno ha tomado medidas a solicitud de los sectores interesados para comprobar si la cantidad de plancton, fuente de alimento del tiburón ballena principal es el adecuado para la subsistencia de la especie. En 1997, los tiburones ballenas fueron avistados en la ciudad de Donsol en Sorsogón. Su presencia dio lugar a que la ciudad recibiera el apodo de "capital mundial de los tiburones ballena".